# Minictena luteola
Minictena luteola är en kammanetart som beskrevs av Carré 1993. Minictena luteola ingår i släktet Minictena och familjen Pleurobrachiidae. Inga underarter finns listade i Catalogue of Life.